# لشکر ۲۵۲ سینا
لشکر ۲۵۲ سینا (عبری: עוצבת סיני‎) یا لشکر سینا لشکر زرهی ذخیره نیروی زمینی اسرائیل و تحت امر فرماندهی جنوبی است، که در سال ۱۹۶۸ تأسیس شد. لشکر سینا در جنگ فرسایش‌زا، جنگ یوم کیپور و جنگ ۱۹۸۲ لبنان به‌عنوان یگان عمل‌کننده در نبرد شرکت داشت.
این لشکر در جنگ فرسایش‌زا، جنگ یوم کیپور، جنگ اسرائیل و لبنان، نبرد ۲۰۱۴ اسرائیل و غزه،  جنگ غزه، درگیری اسرائیل و حزب‌الله (۲۰۲۳–۲۰۲۴) و حمله اسرائیل به لبنان به‌عنوان یگان عمل‌کننده حضور داشت.

## تاریخچه
لشکر ۲۵۲ سینا در سال ۱۹۶۸ در تلاش برای متحد کردن نیروهای زرهی اسرائیل در منطقه سینا ایجاد شد و نقش فعالی در جنگ فرسایش‌زا ایفا کرد. بعداً در جنگ یوم کیپور نیز نقش فعالی داشت.
در طول جنگ اول لبنان، لشکر سینا در جناح شرقی نیروهای اسرائیلی که به لبنان حمله می‌کردند، فعالیت می‌کرد. در قرن بیست و یکم، این لشکر مسئول تأمین امنیت مرز اسرائیل با مصر بوده است.
لشکر سینا نقش فعالی در جنگ غزه ایفا کرد. نیروهای دفاعی اسرائیل اعلام کردند که "لشکر ۲۵۲ صدها نفر از عوامل حماس، از جمله اعضای ارشد، را در بیت حانون و جبالیا کشته است."